# 437
Năm 437 là một năm trong lịch Julius.